# Vincent Descombes Sevoie
Vincent Descombes Sevoie (* 9. Januar 1984 in Chamonix-Mont-Blanc) ist ein ehemaliger französischer Skispringer.

## Werdegang

### Anfänge im Continental Cup
Descombes Sevoie, der für den zunächst für den Skiclub in Le Houches startete und jetzt beim Club des Sports Chamonix aktiv ist, gab sein internationales Debüt zur Saison 1999/2000 im Rahmen des Skisprung-Continental-Cups. Nachdem er jedoch mit nur 27 Punkten in der Saison nur auf einem hinteren Platz der Gesamtwertung geblieben war, dauerte es bis zum 19. Januar 2002 in seiner Heimat Courchevel, bis er wieder international an den Start ging. Nachdem er in beiden Springen die Punkteränge nur knapp verpasst hatte, konnte er eine Woche später bei den Nordischen Junioren-Skiweltmeisterschaften in Schonach im Schwarzwald den 29. Platz im Einzelspringen. In der Folge blieb er fast zwei Jahre ohne internationalen Start. Nachdem er die ersten drei Springen zu Beginn der Saison 2003/04 ohne Punkteerfolg geblieben war, gewann er in Engelberg mit dem 29. Platz nach Jahren wieder zwei Continental-Cup-Punkte. Nachdem er aber in allen weiteren Springen der Saison ohne Erfolg nur auf hintere Plätze sprang, blieben es seine einzigen Punkte.
Nachdem er auch im Sommer 2004 ohne Erfolg geblieben war, startete er auch in die Wintersaison 2004/05 mit schlechten Resultaten. Erst in Brotterode im Februar 2005 gelang ihm wieder ein Punktegewinn. Überraschend sprang Descombes Sevoie in Westby eine Woche später auf den 12. Rang und erreichte damit seine bis dahin beste Einzelplatzierung im Continental Cup. Am 6. August 2005 startete Descombes Sevoie erstmals im Skisprung-Grand-Prix. Beim Teamspringen in Hinterzarten trat er gemeinsam mit Nicolas Dessum, David Lazzaroni und Emmanuel Chedal an und erreichte Platz 11, vor den Teams aus Kanada, Südkorea und Kasachstan. Beim Einzelspringen acht Tage später in Courchevel blieb er mit dem 51. Platz erneut deutlich hinter den Erwartungen zurück. So verblieb er auch weiterhin im Kader des Continental Cups.
Zu Beginn der Saison 2005/06 gelang es Descombes Sevoie in den ersten Springen erneut nicht, an Platzierungen wie in Westby in der Vorsaison anzuknüpfen. In St. Moritz konnte er erstmals wieder die Punkteränge erreichen. Im Februar 2006 wurde er für zwei Springen in Courchevel im Rahmen des FIS Cups eingesetzt und stand dabei mit zwei dritten Plätzen zweimal auf dem Podium. Kurze Zeit später sprang Descombes Sevoie in Brotterode erstmals unter die besten zehn und erreichte den sechsten Platz. Nachdem er auch in Vikersund punkten konnte, gab er am 10. März 2006 sein Debüt im Skisprung-Weltcup. In Lillehammer verpasste er mit dem 47. Platz den zweiten Durchgang deutlich. Auch im Sommer-Grand-Prix blieb er ohne Erfolge.

### Aufstieg in den A-Kader
Zu Beginn der Weltcup-Saison 2006/07 wurde Descombes Sevoie in den A-Kader befördert. Bereits in seinem zweiten Saison-Springen in Lillehammer gelang es ihm mit dem 24. Rang seine ersten Weltcup-Punkte zu gewinnen. Auch im zweiten Springen auf dem Lysgårdsbakken gelang ihm eine gute Platzierung. In Engelberg konnte er sich mit einem 21. Platz im zweiten Springen erneut steigern.
Bei den Nordischen Skiweltmeisterschaften 2007 in Sapporo erreichte er im Einzelspringen von der Normalschanze den 46. Platz. Nach den Weltmeisterschaften verpasste er bei allen Weltcup-Springen in Skandinavien die Punkteränge. Nachdem er auch im Sommer 2007 im Grand Prix in allen Wettbewerben die Punkteränge verpasst hatte, startete er in die Saison 2007/08 mit einem zehnten Platz im Teamspringen von Kuusamo. In den folgenden beiden Einzelspringen verpasste er die Punkteränge nur knapp. Am 14. Dezember 2007 konnte er erstmals wieder den zweiten Durchgang erreichen, wurde aber in Villach trotzdem nur 30. und gewann damit einen Weltcup-Punkt. In den folgenden Springen konnte Descombes Sevoie nur durchwachsene Ergebnisse verzeichnen. Bei der Skiflug-Weltmeisterschaft 2008 in Oberstdorf konnte er sich im Einzelspringen nicht qualifizieren, erreichte aber mit der Mannschaft den achten Rang. Im letzten Einzelweltcup der Saison in Kuopio konnte er erneut mit einem 23. Platz eine gute Platzierung erreichen. Insgesamt stand er am Ende auf dem 58. Platz in der Gesamtwertung.
Beim Skisprung-Grand-Prix 2008 im Sommer gelangen ihm seine ersten Punkteplatzierungen auf Matten. So stand er am Ende mit 50 Punkten auf dem 47. Rang der Gesamtwertung. Trotz dieses Erfolges wurde Descombes Sevoie im September erstmals wieder im Continental Cup eingesetzt und konnte in Oberstdorf in beiden Springen gute Leistungen zeigen.

### Etablierung im Weltcup

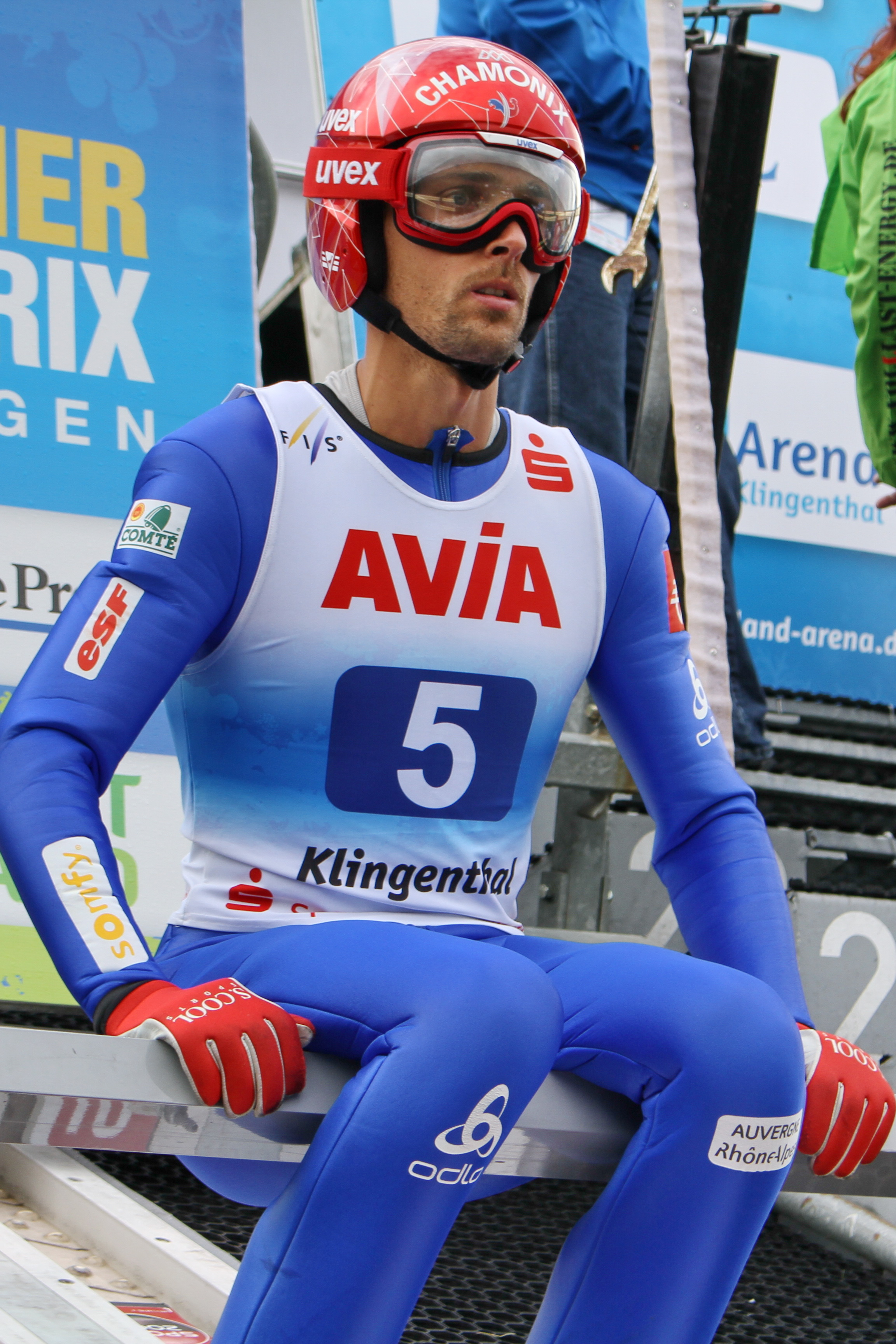
Vincent Descombes Sevoie in Klingenthal 2017

Bei seinem ersten Springen zu Beginn der Saison 2008/09 in Kuusamo überraschte Descombes Sevoie mit einem achten Platz in der Qualifikation, konnte aber im Wettbewerb mit Platz 23 nur bedingt überzeugen. Auch in Pragelato überzeugte er erneut in der Qualifikation musste sich aber in den Springen mit den Plätzen 21 und 23 wieder mit Platzierungen im Mittelfeld zufriedengeben. In Engelberg erreichte er mit dem 17. Platz seine bis dahin beste Platzierung im Weltcup. Die folgende Vierschanzentournee 2008/09 beendete er nach guten Platzierungen auf dem 37. Platz der Gesamtwertung. In den folgenden Weltcups im Januar und Februar 2009 konnte er nicht überzeugen, startete aber bei den Nordischen Skiweltmeisterschaften 2009 in Liberec in allen Disziplinen. Von der Normalschanze sprang er auf den 33., von der Großschanze auf den 41. Platz. Im Teamwettbewerb landete Descombes Sevoie mit der Mannschaft auf dem achten Rang. Bis zum Saisonende blieb er ohne weitere Weltcup-Punkte, konnte aber mit 75 Punkten am Ende den 39. Rang der Gesamtwertung erreichen. Bei den Französischen Meisterschaften im Skispringen 2009 in Chaux-Neuve gewann Descombes Sevoie im Einzelspringen die Silbermedaille sowie im Teamspringen die Goldmedaille.
Nachdem er im Sommer 2009 der Weltspitze im Sommer-Grand-Prix nur hinterhersprang, musste er für ein Springen in den FIS Cup, wo er in Einsiedeln über einen achten Platz jedoch nicht hinauskam. Zu Beginn der Saison 2009/10 erzielte Descombes Sevoie nur durchwachsene Ergebnisse und fand sich so zwischenzeitlich für zwei Springen im B-Kader des Continental Cups wieder. In den folgenden Weltcup-Wettbewerben verpasste er bei nahezu allen Springen die Qualifikation. Beim Skifliegen in Oberstdorf am 31. Januar 2010 konnte er erstmals wieder Punkte gewinnen.
Bei den Olympischen Winterspielen 2010 in Vancouver erreichte er im Springen von der Normalschanze den 28. Platz.
Beim Springen im finnischen Kuopio am 9. März 2010 erreichte er mit Platz 13 sein bestes Einzelergebnis im Skisprung-Weltcup. Einen knappen Monat später konnte er am 3. April 2010 in Les Rousses sich erstmals den französischen Einzeltitel vor Titelverteidiger Emmanuel Chedal und Jason Lamy Chappuis erspringen. Zuvor wurde er bei der Skiflug-Weltmeisterschaft 2010 in Planica 37., nachdem er bei der Qualifikation bereits mit Platz 12 einen erneut sehr guten Sprung zeigte.
Im Sommer 2010 startete Descombes Sevoie wieder im Continental Cup. Dabei gelangen ihm im September in Lillehammer mit einem zweiten und einem dritten Platz zwei sehr gute Podestplätze. Im Grand Prix erreichte er in Liberec und in Klingenthal mit dem 13. und dem 14. Platz wieder gute Platzierungen unter den besten zwanzig.

### Leistungseinbruch 2010
In die Saison 2010/11 startete er erneut mit vielen verpassten Qualifikationen oder hinteren Platzierungen, so dass er im Dezember 2010 erneut in den Continental Cup versetzt wurde. Im Januar 2011 wechselte er noch einmal in den Weltcup, blieb aber auch weiterhin ohne Erfolge und Weltcup-Punkte. Bei den Nordischen Skiweltmeisterschaften 2011 in Oslo gehörte er auf Grund der eher schwach besetzten französischen Nationalmannschaft trotz der fehlenden Weltcup-Erfolge erneut zum Kader und erreichte im Springen von der Normalschanze Rang 36 und von der Großschanze Rang 49. Beim Saisonfinale in Planica konnte er beim Skifliegen nach einer verpassten Qualifikation im Einzel noch einmal mit dem Team auf den achten Rang fliegen.
Nach einer durchwachsenen Sommersaison mit Wechseln zwischen Grand Prix und Continental Cup gelang es Descombes Sevoie beim zweiten Springen der Saison 2011/12 in Lillehammer wieder in die Punkteränge zu springen. Es blieben jedoch bis Mitte Januar 2012 in Zakopane die einzigen Weltcup-Punkte.
Bei der Skiflug-Weltmeisterschaft 2012 in Vikersund überzeugte er in der Qualifikation mit einem sehr guten sechsten Platz, musste sich aber im Wettbewerb mit dem 20. Platz begnügen. Im Einzel-Weltcup in Lahti fand er sich erstmals wieder unter den besten zwanzig mit einem 17. Platz. Steigern konnte er diese Leistung jedoch bis Saisonende nicht mehr.
Auch im Sommer 2012 konnte sich Descombes Sevoie nicht konstant erfolgreich in einem Wettbewerb halten und wechselte erneut zwischen Grand Prix und Continental Cup. Ebenso verlief es für ihn zu Beginn der Saison 2012/13, wo er nach Misserfolgen im Weltcup auch im Continental Cup an den Start ging. Im Februar gelang ihm beim letzten Springen vor den Weltmeisterschaften mit dem 21. Platz wieder ein Achtungserfolg.

### Leistungssteigerung ab 2013
Bei den Nordischen Skiweltmeisterschaften 2013 im Val di Fiemme sprang Descombes Sevoie überraschend auf den 14. Rang von der Normalschanze. Im Mixed-Team-Wettbewerb erreichte er mit der Mannschaft den fünften Rang. Von der Großschanze sprang er auf den 29. Platz. In den Weltcup-Springen nach den Weltmeisterschaften gelangen ihm wieder gute Top-20-Platzierungen. So wurde er in Kuopio und auch zum Saisonfinale beim Skifliegen in Planica zwei 14. Plätze. Die Saison beendete er auf dem 42. Rang der Gesamtwertung.
Bei den Französischen Meisterschaften im Skispringen 2013 gewann Descombes Sevoie von der Normalschanze in Chaux-Neuve seinen fünften nationalen Titel sowie mit dem Team Silber.
Am 14. August 2013 erreichte er beim Mixed-Teamwettbewerb in Rahmen des Sommer-Grand-Prix zusammen mit Léa Lemare, Nicolas Mayer und Coline Mattel als Drittplatzierte das Podest hinter Deutschland und Japan. Bei der Skiflug-Weltmeisterschaft 2014 in Harrachov belegte er den 19. Platz im Einzelwettbewerb.
Die Saison 2014/15 war für Descombes Sevoie die bis dahin erfolgreichste Saison in seiner Karriere. Nach einigen guten Ergebnissen, darunter Rang neun in Sapporo als beste Einzelplatzierung, errang er mit 179 Punkten den 28. Rang im Gesamtweltcup. Bei den Nordischen Skiweltmeisterschaften 2015 in Falun belegte er den 29. Rang auf der Normalschanze und auf der Großschanze den 34. Rang. Mit der französischen Mannschaft wurde er im Mixed-Teamwettbewerb Achter.
Die Leistungen im Weltcup konnte er in der darauffolgenden Saison bestätigen. Er holte 204 Weltcuppunkte und wiederholte damit seine Gesamtweltcup-Platzierung 28 vom Vorjahr. Bei der Skiflug-Weltmeisterschaft 2016 am Kulm belegte er den 13. Rang, was das bis dahin beste Abschneiden bei dieser Großveranstaltung bedeutete. Mit 230,5 Metern, aufgestellt am 14. Februar 2016 am beim Weltcup-Springen auf dem Vikersundbakken, hält er den französischen Rekord im Skifliegen.
Beim Auftakt der Weltcup-Saison 2016/17 im finnischen Ruka am 25. und 26. November 2016 belegte er am ersten Tag Rang zehn und damit die zweite Top-Ten-Platzierung seiner Karriere. Am Folgetag konnte er seine beste Weltcupplatzierung auf Platz fünf verbessern. Auch im weiteren Verlauf der Saison war Descombes Sevoie sehr erfolgreich. Insgesamt erreichte er siebenmal die besten zehn in einem Einzelspringen. Mit diesen Ergebnissen erreichte er auch sein bis dahin bestes Abschneiden im Gesamtweltcup. Mit 386 Punkten wurde er 16. Bei den Nordischen Skiweltmeisterschaften 2017 in Lahti verpasste er dennoch in allen drei Wettbewerben den Finaldurchgang. Im Einzelwettbewerb auf der Normalschanze belegte er den 41. Platz und auf der Großschanze den 33. Platz. Im Mixed-Teamwettbewerb wurde er Zehnter.

### Erneuter Leistungseinbruch ab 2017
Nach der besten Saison seiner bisherigen Karriere folgte in der Saison 2017/18 ein deutlicher Leistungseinbruch. Im Weltcup erreichte er nur einmal den Finaldurchgang, Platz 27 in Nischni Tagil blieb sein bestes Saison-Ergebnis. Bei der Skiflug-Weltmeisterschaft 2018 in Oberstdorf erreichte er auch nur Platz 40 im Einzelwettbewerb. Dies bedeutete sein bis dahin schlechtestes Abschneiden bei einer Skiflug-WM seit 2008. Trotz ausbleibender Leistungen nahm er im Februar 2018 an den Olympischen Winterspielen in Pyeongchang teil. Er ging bei beiden Einzelwettbewerben an den Start und überstand auch bei beiden Wettkämpfen die Qualifikation. Er verpasste dann aber jeweils den Finaldurchgang mit Rang 43 auf der Normalschanze und dem 50. und damit letzten Rang auf der Großschanze.
Am 2. Juni 2018 gab er seinen Rücktritt vom aktiven Leistungssport bekannt.

## Statistik

### Weltcup-Platzierungen
| Saison  | Platz | Punkte |
| ------- | ----- | ------ |
| 2006/07 | 60.   | 026    |
| 2007/08 | 58.   | 018    |
| 2008/09 | 39.   | 075    |
| 2009/10 | 47.   | 059    |
| 2011/12 | 54.   | 039    |
| 2012/13 | 42.   | 085    |
| 2013/14 | 68.   | 021    |
| 2014/15 | 28.   | 179    |
| 2015/16 | 28.   | 204    |
| 2016/17 | 16.   | 386    |
| 2017/18 | 67.   | 004    |

### Grand-Prix-Platzierungen
| Saison | Platz | Punkte |
| ------ | ----- | ------ |
| 2008   | 47.   | 50     |
| 2010   | 36.   | 48     |
| 2011   | 51.   | 32     |
| 2012   | 82.   | 02     |
| 2013   | 45.   | 52     |
| 2014   | 56.   | 22     |
| 2015   | 60.   | 28     |
| 2016   | 46.   | 47     |
| 2017   | 59.   | 18     |